# Montevideo (álbum)
Montevideo es el decimocuarto álbum solista de estudio de Rubén Rada, y el primero, de dos discos, con distribución internacional producidos por el sello Big World Music. Fue editado en 1996.

## Historia
Rada vivía en México y antes de volver a Montevideo visitó a Hugo Fattoruso en Estados Unidos y conoció al productor Neil Weiss que estaba muy interesado en la música de Uruguay. Weiss en su sello discográfico Big World Music había producido discos de Jaco Pastorius, Hiram Bullock y otros.
Neil Weiss se entusiasmó con la música de Rada y también con la de Hugo Fattoruso y pidió que trabajaran juntos en un disco de Rada para Big World Music. El álbum se basa en la música de Rada y en sus composiciones, pero la participación de Fattoruso también es relevante.
El disco contiene canciones de distintas épocas de Rada y canciones nuevas. Algunas son clásicas de su repertorio, como “Dedos” con la banda Totem, “Montevideo” con Opa (tema de Rada en coautoría con Hugo Fattoruso) y “Candombe para Gardel” de La yapla mata. A este último disco pertenece “El negro chino”. “Sin salida” había sido grabada en Ruben Rada y Conjunto S.O.S., “Candombe pal Fatto” pertenecía a La Rada y “Santanita” a Las aventuras de Fattoruso y Rada. 
Los temas nuevos son “Sale el sol”, “Mamita”, “Lovely John”, “Somalía”, Sueño contigo” y “Sudáfrica canción antigua”. La última es una canción que Rada escribió para Tania Libertad, cuando trabajaba con ella en México, y que forma parte del álbum África en América, donde también participa Rada. La canción fue versionada, entre otros, por el grupo Repique en su disco Otra historia (1995) y por Ricardo Nolé en su disco Isla de Flores (1999).
“Lovely John” es una canción dedicada a John Lennon, el músico de rock más admirado por Rada. Como Los Beatles solían recurrir a música tradicional sajona para sus composiciones, a Rada se le ocurrió homenajearlo con música tradicional de Uruguay, en este caso emparentada al "Pericón nacional".
Carlos Gardel es otro de los músicos más admirados por Rada. En el disco, Rada repite con Fattoruso la interpretación de “El día que me quieras” previamente grabada en vivo en Concierto por la vida (1994). Al igual que en ese disco, la canción que la sigue es “Candombe para Gardel”.
En Montevideo se mezclan una cantidad de estilos y géneros, lo que representa una característica de Rada. El músico entiende que recién en los años noventa, cuando salió la etiqueta world music, su música tuvo un lugar en el mercado. Las disquerías de Estados Unidos, en los años setenta, ubicaban los discos de Opa en las bateas de jazz brasileño.
El disco tuvo presentaciones exitosas en el Teatro Solís de Montevideo en septiembre de 1996 y en La Trastienda de Buenos Aires en marzo de 1997, y alcanzó el Disco de Platino en Uruguay.
Weiss produciría Montevideo dos, editado en 1999, segunda parte de Montevideo, y más discos de música uruguaya: Homework de Hugo Fattoruso, Trío Fattoruso de Trío Fattoruso, Candombe de Grupo del Cuareim (dirigido por Hugo Fattoruso y con participación de Rada), Eslabones de Leo Maslíah, y La conversa de Nicolás Mora.
Montevideo fue reeditado en 2013 en Uruguay por Montevideo Music Group y en Argentina por Pelo Music.

## Lista de canciones
1. Dedos (Ruben Rada - Eduardo Useta)
2. Sud África canción antigua (Ruben Rada)
3. Sale el sol (Ruben Rada)
4. Sin salida (Ruben Rada)
5. El negro chino (Ruben Rada - Ricardo Nolé)
6. El día que me quieras (Carlos Gardel - Alfredo Le Pera)
7. Candombe para Gardel (Ruben Rada)
8. Santanita (Ruben Rada - Hugo Fattoruso)
9. Mamita (Ruben Rada)
10. Montevideo (Ruben Rada - Hugo Fattoruso)
11. Lovely John (Ruben Rada)
12. Somalia (Ruben Rada)
13. Sueño contigo (Ruben Rada)
14. Candombe pa'l Fatto (Ruben Rada)

## Ficha técnica
- Acordeón: Hugo Fattoruso (6, 11, 12 y 13)
- Guitarra acústica: José Pedro Beledo (7 y 12), Hugo  Fattoruso (11)
- Teclados: Hugo Fattoruso (1,4,5,6,8,10,11)
- Percusión: Ruben Rada (1,2,4,5,8,9,11,12,13)
- Percusión (tambor chico): Ramón Echegaray (10)
- Percusión (tambor piano): Arturo Prendez (10,14), Hugo Fattoruso (12)
- Gaita: Steve Fox (11)
- Bajo: Bakithi Kumalo (1,4,5,8,12), Ringo Thielmann (7)
- Piano: Hugo Fattoruso (7,13,14)
- Keyboard Bass: Hugo Fattoruso (2,10,11)
- Clarinete: Dave Hopkins (7)
- Batería: Anton Fig (1,4,5), Hector Prendez (7)
- Batería (candombe): Hugo Fattoruso (10,14), Ruben Rada (7,10,14)
- Guitarra eléctrica: José Pedro Beledo (5), Hiram Bullock (1,4,8), Neil Weiss (11)
- Saxo: Alex Foster (10), Tom "Bones" Malone (1)
- Secuenciador programado por: Hugo Fattoruso (3)
- Tabla: Paul Leak (11)
- Tambora, sitar: Mark Lutnes (11)
- Trombón: Tom "Bones" Malone (1)
- Trompeta: Alexander Sipiagin (1,5,11)
- Violín: Mark Feldman (11)
- Voces: Hugo Fattoruso (1,3,11), Ruben Rada (1-7, 9-14)
- Fiscorno: Alexander Sipiagin (5,10)
- Armónica – William Galison (8)
- Ruben Rada arreglos en 2, 9, 12.
- Ruben Rada y Hugo Fattoruso arreglos en 1, 3, 7, 13 y 14
- Hugo Fattoruso arreglos en 4, 6, 8, 10 y 11
- Ricardo Nolé y José Pedro Beledo arreglos en 5
- Producido por Ruben Rada, Hugo Fattoruso y Neil Weiss
- Productor ejecutivo: Neil Weiss
- Asistente de preproducción: José Pedro Beledo
- Grabado y mezclado en Eastside Sound, N.Y.C.
- Ingeniero de grabación: Tom Swift & A. W. Dick
- Mezcla: Hugo Fattoruso & Neil Weiss
- Ingeniero de mezcla: Tom Swift & A. W. Dick
- Masterizado en Master Cutting Room, N.Y.C.
- Ingeniero de masterización: Kevin Hodge
- Fotografía de portada: Mariana Yazbek
- Diseño: Jeffrey Wong & Scott Russo